# 10th Anniversary Live
10th Anniversary Live (русск. Концерт, посвящённый 10-летию) — первый концертный DVD финской фолк-/MDM группы Ensiferum, вышедший в 2006 году. На диске записан концерт, проходивший во время новогодних торжеств 2005 года в концертном зале Nosturi, что в финской столице Хельсинки.

## Об альбоме
Чистый вокал в песне «Into Hiding» исполнил Вилле Туоми, тот самый сессионный музыкант, приглашённый в 1994 году в студию для записи альбома Tales from the Thousand Lakes немалоизвестной группы Amorphis, а также известный по своим работам в группах Kyyria, Suburban Tribe, Raskaampaa Joulua и United Underworld.
В июле 2006 года «10Th Anniversary Live» поднялся на вторую позицию официального финского чарта музыкальных DVD.

## Список композиций
| №                   | Название | Длительность |
| ------------------- | --- | ------------ |
| 1.                  | «Intro» | 1:56         |
| 2.                  | «Hero in a Dream» (Герой во Грёзах)                                                                                                | 3:49         |
| 3.                  | «Guardians of Fate» (Хранители Судьбы)                                                                                             | 3:36         |
| 4.                  | «Tale Of Revenge» (Повесть О Мести)                                                                                                | 4:54         |
| 5.                  | «Dragonheads» (Драконьи Головы) | 6:24         |
| 6.                  | «Windrider» (Наездник Ветра) | 5:46         |
| 7.                  | «Warrior’s Quest» (Поиски Воина)                                                                                                   | 5:16         |
| 8.                  | «Lai Lai Hei» (Лай Лай Хэй) | 7:22         |
| 9.                  | «Old Man (Väinämöinen)» (Вяйнямёйнен - старец-герой-песнопевец из Калевалы)                                                        | 5:54         |
| 10.                 | «Slayer of Light» (Убийца Света)                                                                                                   | 3:15         |
| 11.                 | «Finnish Medley» (Финская смесь; — смесь финских народных песен «Karjalan kunnailla», «Myrskyluodon Maija» и «Metsämiehen laulu».) | 5:20         |
| 12.                 | «Tears» (Слезы) | 3:22         |
| 13.                 | «Token of Time» (Символ Времени)                                                                                                   | 4:44         |
| 14.                 | «White Storm» (Буран) | 5:06         |
| 15.                 | «Into Hiding» (Скрываясь; — кавер на песню группы Amorphis)                                                                        | 4:35         |
| 16.                 | «Into Battle» (В Бой!) | 6:52         |
| 17.                 | «Kalevala Melody» (Мелодия Калевалы)                                                                                               | 1:52         |
| 18.                 | «Iron» (Железо) | 4:03         |
| 19.                 | «Treacherous Gods» (Вероломные Боги)                                                                                               | 5:51         |
| 20.                 | «Näitä Polkuja Tallaan» ( — кавер на песню группы Matti ja Teppo)                                                                  | 4:03         |
| 21.                 | «Battle Song» (Боевая Песня) | 10:08        |
| Общая длительность: | Общая длительность: | 1:44:13      |

- Диск также содержит бонус «Congratulation Song For Ensiferum» — поздравительную песню от Finntroll.

## Участники записи

### Постоянные члены
- Петри Линдроос − харш, соло и ритм-гитара
- Маркус Тойвонен − чистый вокал, соло и ритм-гитара
- Мейю Энхо − клавишные
- Сами Хинкка − бас-гитара, чистый вокал
- Янне Парвиайнен − ударные

### Приглашённые музыканты
- Kristian Ranta[англ.] (гитарист группы Norther) — объявляет начало концерта
- Kaisa Saari (вокалист группы Tarujen Saari[англ.]) − вокал на треках 11 и 12
- Ville Tuomi (вокалист группы Kyyria) − вокал на треке 15